# Riverside (Missouri)
Pour les articles homonymes, voir Riverside.
Riverside est une ville du comté de Platte, dans le Missouri, aux États-Unis,. Située au sud-est du comté, elle est incorporée en 1951.

## Démographie
Lors du recensement de 2010, la ville comptait une population de 2 937 habitants. Elle est estimée, en 2016, à 3 227 habitants.

### Source de la traduction
- (en) Cet article est partiellement ou en totalité issu de l’article de Wikipédia en anglais intitulé « Riverside, Missouri » (voir la liste des auteurs).